# Junioreuropamästerskapen i simsport 1969
Junioreuropamästerskapen i simsport 1969 arrangerades mellan den 15 och 17 augusti 1969 i Wien i Österrike. Det var den andra upplagan av junioreuropamästerskapen i simsport. Det tävlades i simning och simhopp.
Mästerskapet var öppet för medlemsförbund i Ligue Européenne de Natation och utifrån följande kriterier:
- manliga och kvinnliga simmare som inte var äldre än 15 år 1969 (födda tidigast 1954)
- manliga och kvinnliga simhoppare som inte var äldre än 16 år 1969 (födda tidigast 1953)

## Medaljörer

### Simning

#### Herrar
| Gren            | Guld                               | Guld    | Silver                       | Silver  | Brons                           | Brons   |
| 100 m frisim    | Jorge Comas Spanien                | 55,6    | Attila Császári Ungern       | 56,9    | Roger van Hamburg Nederländerna | 57,5    |
| 400 m frisim    | Roger van Hamburg Nederländerna    | 4.24,7  | Attila Császári Ungern       | 4.28,4  | Jorge Comas Spanien             | 4.28,5  |
| 1 500 m frisim  | Roger van Hamburg Nederländerna    | 17.31,1 | Axel Freudenberg Östtyskland | 18.03,3 | Lutz Pohl Östtyskland           | 18.10,0 |
|                 |                                    |         |                              |         |                                 |         |
| 100 m ryggsim   | Predrag Miloš Jugoslavien          | 1.04,9  | Nenad Miloš Jugoslavien      | 1.05,2  | Pierre Baehr Frankrike          | 1.06,2  |
| 200 m ryggsim   | Massimo Nistri Italien             | 2.19,0  | Predrag Miloš Jugoslavien    | 2.20,2  | Nenad Miloš Jugoslavien         | 2.23,3  |
|                 |                                    |         |                              |         |                                 |         |
| 100 m bröstsim  | Aleksandr Poljakov Sovjetunionen   | 1.12,0  | Pedro Balcells Spanien       | 1.12,5  | Walter Kusch Västtyskland       | 1.12,9  |
| 200 m bröstsim  | András Hargitay Ungern             | 2.38,2  | Heiner Pohl Östtyskland      | 2.38,7  | Pedro Balcells Spanien          | 2.40,1  |
|                 |                                    |         |                              |         |                                 |         |
| 100 m fjärilsim | Udo Lenarczyk Västtyskland         | 1.01,0  | Piotr Dłucik Polen           | 1.03,5  | Attila Császári Ungern          | 1.03,8  |
| 200 m fjärilsim | Vladimir Sjestopalov Sovjetunionen | 2.18,2  | Harald Gampe Östtyskland     | 2.20,5  | Dirk Stabenow Västtyskland      | 2.25,4  |
|                 |                                    |         |                              |         |                                 |         |
| 200 m medley    | András Hargitay Ungern             | 2.21,5  | Jorge Comas Spanien          | 2.23,4  | Dietmar Brandt Östtyskland      | 2.24,4  |

#### Damer
| Gren            | Guld                            | Guld   | Silver                          | Silver | Brons                           | Brons  |
| 100 m frisim    | Gabriele Wetzko Östtyskland     | 1.00,1 | Andrea Gyarmati Ungern          | 1.01,2 | Carola Schulze Östtyskland      | 1.03,6 |
| 400 m frisim    | Gabriele Wetzko Östtyskland     | 4.36,1 | Karin Neugebauer Östtyskland    | 4.40,4 | Novella Calligaris Italien      | 4.42,2 |
| 800 m frisim    | Karin Neugebauer Östtyskland    | 9.30,8 | Novella Calligaris Italien      | 9.36,9 | Andrea Eife Östtyskland         | 9.57,5 |
|                 |                                 |        |                                 |        |                                 |        |
| 100 m ryggsim   | Andrea Gyarmati Ungern          | 1.09,1 | Barbara Hofmeister Östtyskland  | 1.09,4 | Tatiana Tjumakova Sovjetunionen | 1.11,5 |
| 200 m ryggsim   | Barbara Hofmeister Östtyskland  | 2.28,1 | Tatjana Tjumakova Sovjetunionen | 2.33,3 | Christine Hilger Östtyskland    | 2.34,1 |
|                 |                                 |        |                                 |        |                                 |        |
| 100 m bröstsim  | Ljubov Rusanova Sovjetunionen   | 1.19,1 | Nina Petrova Sovjetunionen      | 1.19,8 | Brigitte Schuchardt Östtyskland | 1.20,1 |
| 200 m bröstsim  | Ljubov Rusanova Sovjetunionen   | 2.50,5 | Nina Petrova Sovjetunionen      | 2.50,7 | Brigitte Schuchardt Östtyskland | 2.53,1 |
|                 |                                 |        |                                 |        |                                 |        |
| 100 m fjärilsim | Andrea Gyarmati Ungern          | 1.06,1 | Gabriele Wetzko Östtyskland     | 1.08,2 | Zsuzsa Tóth Ungern              | 1.09,6 |
| 200 m fjärilsim | Evelyn Stolze Östtyskland       | 2.33,7 | Sylvia Eichner Östtyskland      | 2.36,8 | Ursula Römer Västtyskland       | 2.38,4 |
|                 |                                 |        |                                 |        |                                 |        |
| 200 m medley    | Brigitte Schuchardt Östtyskland | 2.32,3 | Evelyn Stolze Östtyskland       | 2.34,9 | Nina Petrova Sovjetunionen      | 2.36,8 |

### Simhopp
| Gren              | Guld                      | Guld   | Silver                         | Silver | Brons                           | Brons  |
| 3 m svikt, herrar | Hans Lieberum Östtyskland | 334,20 | Paolo Nicoletti Italien        | 292,29 | Valentin Kasjenko Sovjetunionen | 282,81 |
| 3 m svikt, damer  | Alla Selina Sovjetunionen | 313,47 | Tatjana Sjtyreva Sovjetunionen | 309,27 | Ulrika Knape Sverige            | 306,45 |

## Medaljtabell

### Simning
*   Värdland ( Österrike)
| Nr                   | Nation               | Guld | Silver | Brons | Totalt |
| -------------------- | -------------------- | ---- | ------ | ----- | ------ |
| 1                    | Östtyskland          | 6    | 8      | 7     | 21     |
| 2                    | Sovjetunionen        | 4    | 3      | 2     | 9      |
| 2                    | Ungern               | 4    | 3      | 2     | 9      |
| 4                    | Nederländerna        | 2    | 0      | 1     | 3      |
| 5                    | Spanien              | 1    | 2      | 2     | 5      |
| 6                    | Jugoslavien          | 1    | 2      | 1     | 4      |
| 7                    | Italien              | 1    | 1      | 1     | 3      |
| 8                    | Västtyskland         | 1    | 0      | 3     | 4      |
| 9                    | Polen                | 0    | 1      | 0     | 1      |
| 10                   | Frankrike            | 0    | 0      | 1     | 1      |
| Totalt (10 nationer) | Totalt (10 nationer) | 20   | 20     | 20    | 60     |

### Simhopp
*   Värdland ( Österrike)
| Nr                  | Nation              | Guld | Silver | Brons | Totalt |
| ------------------- | ------------------- | ---- | ------ | ----- | ------ |
| 1                   | Sovjetunionen       | 1    | 1      | 1     | 3      |
| 2                   | Östtyskland         | 1    | 0      | 0     | 1      |
| 3                   | Italien             | 0    | 1      | 0     | 1      |
| 4                   | Sverige             | 0    | 0      | 1     | 1      |
| Totalt (4 nationer) | Totalt (4 nationer) | 2    | 2      | 2     | 6      |